# Strandiata aethiopica
Strandiata aethiopica är en skalbaggsart som först beskrevs av Müller 1941.  Strandiata aethiopica ingår i släktet Strandiata och familjen långhorningar. Inga underarter finns listade i Catalogue of Life.